# Le Sueur (Minnesota)
Le Sueur es una ciudad ubicada en el condado de Le Sueur en el estado estadounidense de Minnesota. En el Censo de 2010 tenía una población de 4058 habitantes y una densidad poblacional de 278,59 personas por km².

## Geografía
Le Sueur se encuentra ubicada en las coordenadas 44°28′6″N 93°54′9″O / 44.46833, -93.90250. Según la Oficina del Censo de los Estados Unidos, Le Sueur tiene una superficie total de 14.57 km², de la cual 13.92 km² corresponden a tierra firme y (4.46%) 0.65 km² es agua.

## Demografía
Según el censo de 2010, había 4058 personas residiendo en Le Sueur. La densidad de población era de 278,59 hab./km². De los 4058 habitantes, Le Sueur estaba compuesto por el 90.61% blancos, el 0.79% eran afroamericanos, el 0.3% eran amerindios, el 0.84% eran asiáticos, el 0.05% eran isleños del Pacífico, el 5.91% eran de otras razas y el 1.5% pertenecían a dos o más razas. Del total de la población el 11.93% eran hispanos o latinos de cualquier raza.